# 龍林郡
龍林郡（：／ Ryongnim gun */?）是朝鮮民主主義人民共和國慈江道的一個郡，位於該道东南部。

## 地理
本郡东邻咸鏡南道長津郡和狼林郡、南邻平安南道大興郡和東新郡、西邻前川郡、北邻城干郡，境内多山。最高峰為臥碣峰，海拔2,262公尺。

## 历史
本郡在1952年12月的行政区划重编中，下辖的5面被改编成为现时的行政区划。

## 行政区划
现时本郡下辖:
- 龍林邑
- 新昌里
- 九龍里
- 南興里
- 廣城里
- 南上里
- 龍上里
- 新興里
- 厚地里
- 都陽里
- 天山里
- 龙门里
- 頭門里